# Dengeki! Pikachu
Dengeki! Pikachu (電撃!ピカチュウ? lett. "Attacco elettrico! Pikachu") è un manga ideato da Toshihiro Ono. Originariamente serializzato sulla rivista CoroCoro Comic da aprile 1997 a dicembre 1999, venne in seguito distribuito in Giappone in quattro volumi tankōbon da Shogakukan e negli Stati Uniti da Viz Media con il titolo The Electric Tale of Pikachu.
L'opera è basata sulla serie televisiva anime Pokémon e ha pertanto come protagonista Ash Ketchum, affiancato nel suo viaggio per il mondo da Pikachu, Brock e Misty.

## Produzione
Toshihiro Ono iniziò a lavorare a Dengeki! Pikachu quando il suo editore gli richiese di realizzare dei capitoli di accompagnamento alla serie TV dei Pokémon, di imminente uscita. Ono fu subito entusiasta dell'idea, essendo da sempre interessato al tema del viaggio, così il manga debuttò nel marzo 1997, un mese prima dell'inizio dell'anime.
Durante la serializzazione dell'opera, Ono riceveva la sceneggiatura dell'episodio della serie televisiva e rielaborava la storia per fare in modo che rientrasse nelle pagine previste dal capitolo. Pur sorpreso dalla longevità del manga, Ono si è detto dispiaciuto di non aver potuto coinvolgere maggiormente il personaggio di Gary Oak e di non aver incluso Lugia.

## Differenze con la serie animata
Alcuni personaggi, come Sabrina, hanno un carattere diverso rispetto all'anime. Nel manga Jessie e James del Team Rocket sono ufficialmente una coppia. Inoltre gli allenatori possiedono Pokémon che differiscono dalla serie animata: Ash, ad esempio, possiede un Fearow.
Il manga, nonostante sia stato pubblicato da una rivista kodomo, ha parecchi contenuti sessuali, come ragazze come Jessie, Misty e le tre sorelle sensazionali che, diversamente dall'anime, hanno un seno molto più grande. Inoltre alla fine di un capitolo Misty va alle terme con Ash e Brock e si stupisce di quanto sia cresciuto il suo seno, ma, essendosi accorta che loro due la stavano spiando, corre via offesa. Tutti questi contenuti sono stati censurati dalla versione americana pubblicata da Viz Media, riducendo di molto il seno dei personaggi femminili e eliminando del tutto le due pagine che mostrano Misty alle terme.